# ФК Атромитос
ФК „Атромитос“ (на гръцки: ΠΑΕ ΑΠΣ Ατρόμητος Αθηνών) е гръцки професионален футболен клуб от град Перистери (предградие на Атина).
Основан е през 1923 г. Играе домакинските си мачове на стадион „Перистери“, който разполага с капацитет от 10 200 места, всичките от които седящи. Основните клубни цветове са синьо и бяло.
Отборът играе в Гръцката суперлига. Най-големите му успехи са финалите за Купата на Гърция през 2011 и 2012, които губи.

## Успехи
- Гръцка Лига:
  -  Бронзов медал (2): 1927/28, 2012/13
- Купа на Гърция:
  -  Финалист (2): 2010/11, 2011/12
- Гръцката лига (2 дивизия):
  -  Шампион (2): 1979/80, 2008/09

## Български футболисти
- Милен Петков: 2005 - (10 мача/0 гола)